# Бончо Боев
Бончо Ненков Боев е български финансист и икономист. Управител е на Българската народна банка през 1906–1908 г. Той е и една от ръководните фигури в „Гирдап“, първата частна банка в България, която фалира през 1925 г.

## Биография
Роден е на 3 март 1859 г. в Котел. Учи в родния си град, а след това в Априловската гимназия в Габрово, в духовните академии в Одеса и Москва и завършва право в Московския университет. През 1884–1885 г. специализира държавни и стопански науки в Хале. От 1885 до 1893 г. е чиновник в Министерство на финансите, като достига до поста главен секретар.
От 1894 до 1906 г. Боев преподава финанси и статистика във Висшето училище, днес Софийски университет „Свети Климент Охридски“, а от 1900 г. е действителен член на Българското книжовно дружество, днес Българска академия на науките. Той е един от основателите на Българското икономическо дружество, а през 1901–1906 г. е негов председател. От 23 февруари 1906 г. до 7 август 1908 г. е управител на Българска народна банка.
По-късно Боев участва в ръководството на банката „Гирдап“, като става един от нейните основни акционери. Близка до правителството по време на Първата световна война, „Гирдап“ активно се включва в масовото създаване на акционерни дружества през 1917–1918 г., много от които се оказват безперспективни. „Гирдап“ участва в предприятия като Първо българско за цимент акционерно дружество „Лев“, „Мини Курило“, „Модерен театър“, Българска македонска банка, в които значителни дялове има и самият Боев. Доклад на френските окупационни власти от 1918 година го определя като „човек от най-подозрителните от гледна точка на почтеността“.
След войната кръгът около банка „Гирдап“ губи политическите си протекции и изпада в немилост. През 1919 г. Бончо Боев е интерниран в Берковица, а на следващата година е арестуван по обвинения в помагачество на Иван Ковачев, друг от основните акционери в „Гирдап“, обвиняем по Закона за съдене на виновниците за националните катастрофи, заради кредит, отпуснат на видния радославист Никола Алтимирски. След осем месеца в затвора Боев е оправдан.
През този период банка „Гирдап“ изпада в тежки затруднения, поради нейното лошо управление в условията на тежък конфликт на интереси. Тя масово отпуска заеми на свързани с нея лица, като самият Боев дължи над 10 милиона лева или 7% от всички вземания на банката. Още при първите затруднения на „Гирдап“ Боев се опитва да укрепи нейното положение, като заменя част от дълга си срещу своя дял от сградата на банката на улица „Славянска“ №5 в София, в която наемател е Министерството на финансите. Малко по-късно цялата сграда е национализирана, както и други имоти на Бончо Боев — Хотел „Империал“ (улица „Съборна“ №2) и къща на улица „Врабча“ №10. През 1922 г. Българска народна банка (БНБ) протестира полици на Бончо Боев и налага ипотека върху негови недвижими имоти и разглежда възможността да ги разпродаде на публичен търг. След многократни разсрочвания и отстъпки от страна на БНБ дългът е окончателно погасен след смъртта на Бончо Боев от неговия син Борис.
Бончо Боев умира на 1 декември 1934 г. в София.